# Riu Utamboni
El riu Utamboni o Temboní és un riu al sud-oest de la part continental (Mbini) del país africà de Guinea Equatorial.
Neix en el vessant occidental del Parc Nacional dels Monts de Cristall) (Ukudi Masei); primer es dirigeix al OSO., fins a rebre les aigües del Minzobe, procedent dels environs d'Otunga, torça després vers el SO, i forma amb un afluent que li arriba per l'esquerra l'illa de Bikon, continua al O. fins poc abans de Kuma, i durant aquest trajecte augmenta el seu cabal amb el del seu tributari esquerrà el Bisé; després torna al OSO. i més tard al S., passant per Asobla, des d'on dibuixa un semicercle; es bifurca en dos braços, el més meridional dels quals conserva el nom d'Utamboní i el del N. el de N'tung; penetra al Gabon durant un curt tret, banya els voltants d'Ekododo i entra de nou en terrenys guineà. Des d'Ekododo la seva direcció és la de ONO. que ja no abandona fins a entrar en l'estuari, en el qual mateix fons se li ajunten el Noya que ve del S.; el Bañe, de curs menor, però quasi paral·lel al Muni, i l'Utongo, de 70 km. de curs, procedent del N. i unit per un canal al Bañe, canal que al mateix temps serveix llit a l'Utoche. A més de l'Utongo i Utoche, desemboca per la costa N. de l'estuari el petit riu Combue i el Congüe, aquest amb un curs de 50 km, augmentat poc abans de la seva desembocadura pel Mañani i l'Etoki a la dreta i l'insignificant Baloya a l'esquerra.
Per la riba S. de l'estuari desemboca l'Umbogo i algun altra de molt poca importància: En front la boca de l'Utamboní hi ha l'illa de Bía, separada a l'O. de la d'Ebonge per un petit canal, i a l'E. de la d'Ebonge s'aixeca la de N'Gande. La boca del Congue també es troba resguardada per l'illa d'Ibelo, i en la boca del Noya n'hi ha altres dues, una d'elles un xic dintre del riu. L'estuari, d'uns cinc km. d'ample fins a la desembocadura del Congue, s'estreny poc desprésjunt a la punta Boutika i forma un canal que desemboca a la badia d'Elobey, entre les puntes de Dieke al N. i Cocobeach al S. El curs total d'aquest riu s'aproxima als 270 km, dels que més de vuitanta són navegables amb balandres; el seu llit poc inclinat dona escassa velocitat a les seves aigües.

## La Conca
La conca del riu Muni s'estén entre la serra Paluviole (que forma divisòria amb la conca del Benito) i les muntanyes Mumbuanyohú al N. dels Monts de Cristall a l'E., i la conca del Mundu i el Gabon al S. Pel N. i per l'O. aquelles muntanyes assoleixen més de 1.000 m. d'altura. El centre, i sobre tot la part inferior de la conca, consisteix en una xarxa de rius i canals que es creuen en totes direccions i sumen en conjunt uns 1.000 km. d'aigües navegables. Tota ella resta coberta de boscos, on es abundant pal campeche (Haematoxylum campechianum), la teca (Tectona grandis), la caoba (Khaya senegalensis), la palmera oleaginosa, el cedre i l'eben, i on si donen amb extraordinària facilitat el cotó, el cafè, el cacau, la canya de sucre, i altres molts productes tropicals, i creixen de manera espontània nombroses especies de fruits propis del clima. Aquesta fertilitat del sol es deu a la gran humitat del país, així com al constant calor que allà i regna, doncs el termòmetre no sol baixar més enllà dels 22º C. a l'ombra, al pas que ha arribat a 52º al sol. Quant a la humitat, la màxima i mínima observades són respectivament, 99 i 71. L'estació seca comprèn els mesos de Juny, Juliol i Agost, i la plujosa els de Novembre, Desembre, Gener, Febrer i Març, sent en aquesta molt copiosa la precipitació atmosfèrica i tenint caràcter de transició els mesos entremitjos entre una estació i l'altra.
En aquesta regió, habitada per elefants, lleopards, hipopòtams, búfals, orangutans i goril·les, hi han conviscut dues races perfectament distintes; a l'interior la raça fang, salvatges, però intel·ligents, i en el litoral un grup de tribus iguales, entre les quals es troben els bijás, els bundemus, els itemus i els vengas, que mercès a la superioritat de l'altra grup tendeixen a fusionar-se i confondré amb ell. Els caràcters comuns d'ambdós grups són la seva dolicocefàlia amb un índex cefàlic mitjà de 73'64; les seves costums polígames ; la seva religió consistent en una espècie d'espiritisme ple de formes supersticioses d'endevinament i encanteri.
Les dones no solament s'atenien a la tasca domestica, sinó a les plantacions, al pas que els homes es dedicaven exclusivament a la caça i a la pesca i al comerç. El principi de la dominació estrangera aquests indígenes refusaren i perjudicaren en diferents ocasions les expedicions europees, fins que en partes van sotmetre a la dominació espanyola.
El Muni, el nom del qual en llengua indígena equival a silenci, esteu alerta, etc., és anomenat riu d'Angra en molts mapes i documents antics, al pas que els portuguesos li daren el de San João i els anglesos el de Danger o el del Perill.

## Explicació esquemàtica del riu
Flueix al llarg de la frontera amb Gabon i forma part d'estuari del riu Muni juntament amb el riu Mitimele (la part superior del riu), el riu Mitong, el riu Mandyani, el riu Congue, i el riu Mven. El riu esdevé riu Utamboni al llarg de la frontera amb Gabon.